# Заппіон

Конгрес-холл Заппіон, Афіни

37°58′17″ пн. ш. 23°44′11″ сх. д. / 37.971389° пн. ш. 23.736389° сх. д.
Заппіон — один з найвідоміших та найважливіших конгрес-холів в Європі, розташований в історичному центрі Афін, межує із Храмом Зевса Олімпійського та Національним садом. Сам Заппіон оточений парком із фонтанами та більш ніж 70 неокласичними скульптурами.

## Історія
У 1869 Грецький парламент виділив 80 000 м² міських земель між парламентським палацом та Храмом Зевса Олімпійського. Було також прийнято постанову від 30 листопада 1869 р. «Про будівельні роботи в ході підготовки до Олімпійських ігор». У переліку усіх необхідних будвництв першим номером значився Заппіон, який, за задумом парламентарів, мав сприяти відродженню Олімпійських змагань у сучасному світі — давній мармуровий стадіон Панатінаїкос стояв біля підніжжя пагорба, на якому планувалось звести Заппіон.
20 січня 1874 закладено наріжний камінь, будівництво велось за проєктом данського архітектора Феофіла ван Гансена. Меценатом виступив Евангеліс Заппас. Урочисте відкриття конгрес-холу відбулось 20 жовтня 1888 року. Відтак Заппіон став чи не найпершою спорудою в Європі, від початку призначеною для проведення виставок та презентацій.
Під час перших в історії сучасних Олімпійських ігор 1896 р. Заппіон слугував головною залою для фехтувальників. Через десять років в ході Олімпійських ігор 1906 він використовувався як Олімпійське селище. Що стосується новітньої історії, в холі Заппіон 1 січня 1981 р. було підписано угоду про вступ Греції до Євросоюзу. Під час Олімпійських ігор 2004 року тут розміщувався прес-центр міністерства. Після значної внутрішньої і зовнішньої реконструкції, завершеної в 2006, Заппіон відновив свій первісний блиск і був осучаснений.

## Найвідоміші виставки
- 1955 — виставка картин Пабло Пікассо.
- 1962 — виставка картин Караваджо.
- 1964 — виставка візантійського мистецтва.
- 2006 — виставка предметів, піднятих із затонулого лайнера «Титанік».[2]